# 제 경공 (26대)
제경공(齊景公, ? ~ 기원전 490년, 재위 : 기원전 548년 ~ 기원전 490년)은 춘추시대 제나라의 제26대 후작이다. 성은 강(姜), 휘는 저구(杵臼). 부친은 제나라 제24대 군주 영공(靈公)이며, 모친 목맹희(穆孟姫)는 노나라의 재상 숙손교여(叔孫喬如)의 딸이다. 전대 군주 장공(莊公)의 이복동생이다.

## 생애
형 장공이 중신 최저(崔杼)에게 시해당한 뒤, 최저에 의해 옹립되어 제나라 군주가 되었다. 최저 사후에는 안영(晏嬰)을 재상으로 삼고, 안영의 추천으로 군사 면에서는 사마양저(司馬穰苴)를 발탁하였다.
경공 치세의 제나라는 명재상 안영의 수완으로 춘추오패의 첫 패자 환공(桓公) 시대 다음가는 제2의 번영을 누리며 안정된 국내 정세를 자랑하여, 공자도 제나라에 임관하고자 하였을 정도였다. 경공 자신은 사치를 즐기고 노는 것을 좋아하는 암군이었으나, 재상 안영의 간언에는 귀를 기울이고, 대개 그의 의견을 잘 받아들이는 군주로 사서에 묘사되는 경우가 많다.
| 전임 장공 광 | 제26대 제나라 후작 기원전 548년 ~ 기원전 490년 | 후임 안유자 도 |